# Kristina Dánská (1521–1590)
Kristina Dánská (1521, Nyborg nebo Kodaň – 10. srpen nebo 10. září 1590, Alessandria nebo Tortona) byla rodem dánská princezna a prvním sňatkem v letech 1533–1535 milánská vévodkyně, druhým sňatkem pak v letech 1541–1559 vévodkyně lotrinská.

## Biografie

### Původ, mládí
Kristina Dánská se narodila jako nejmladší ze šesti dětí dánského krále Kristiána II. a jeho manželky, rakouské arcivévodkyně Isabelly Habsburské. Místo jejího narození není jisté, v úvahu přicházejí Nyborg nebo Kodaň, stejně tak nejisté je i přesné datum jejího narození, pravděpodobný je listopad roku 1521 nebo 5. prosinec téhož roku. Čtyři její starší bratři zemřeli jako nemluvňata vyjma druhého Jana, který nicméně zemřel rovněž před dosažením dospělosti ve čtrnácti letech. Dospělého věku se dožily pouze Kristina a její starší sestra Dorotea, provdaná roku 1535 za falckého kurfiřta Fridricha II.
Z matčiny strany byla neteří císaře Svaté říše římské Karla V. Tento příbuzenský vztah ovlivnil zásadně její další osudy, neboť jako členka habsburské dynastie byla velmi žádoucí potenciální nevěstou. Její strýc ji podvakrát provdal z čistě politických zájmů, aby prostřednictvím takto vzniklého spojení s evropskými šlechtickými rody posílil svou moc proti Francii.
Kristina měla pouhé dva roky, když byl její otec Kristián II. roku 1523 sesazen z dánského trůnu. Celá rodina uprchla do Flander a nakonec se usadila v Lier v dnešní Belgii. Po smrti matky Isabelly předal Kristián své děti v roce 1526 do péče jejich pratety Markéty Habsburské, nizozemské místodržitelky. Roku 1531 odcestoval zpět do Skandinávie, neboť se chtěl pokusit o znovuzískání dánského trůnu. Jeho snaha nebyla úspěšná, Kristián byl jat a po dlouholetém věznění zemřel; do Flander se již nevrátil a Kristina již nikdy svého otce nespatřila.

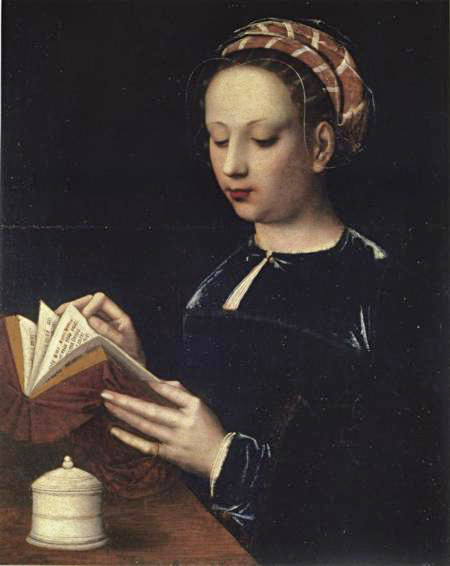
Kristina Dánská jako vévodkyně milánská

Spolu s bratrem Janem a sestrou Doroteou získala Kristina excelentní vzdělání v katolickém duchu. Krom francouzštiny hovořila italsky a německy. Po smrti Markéty Habsburské v roce 1530 se o další výchovu dětí starala nová místodržitelka habsburského Nizozemí, Marie Habsburská. Snažila se dětem své zemřelé starší sestry zajistit pokud možno šťastné dětství bez útrap. Vždy veselá Kristina byla ideální lovecká společnice své tety, byla vynikající jezdkyně a již od útlého věku věděla, jak lovit se cvičenými sokoly.

### První manželství
Ve věku pouhých dvanácti let byla Kristina provdána za milánského vévodu Francesca II. Sforzu. Kristinina teta Marie se snažila odradit svého bratra Karla V. od tohoto sňatku z důvodu nízkého věku nevěsty, avšak bezúspěšně. Svatba v zastoupení (per procurationem) se konala v srpnu roku 1533 v Bruselu; ženicha zastupoval milánský vyslanec Maria Massimiliano Stampa.
Půl roku po tomto obřadu odcestovala Kristina do Milána a byla zde 3. května 1534 bouřlivě přivítána nadšenými davy. Již následujícího dne se uskutečnil církevní svatební obřad v milánské katedrále.
Napůl ochrnutý Francesco se projevil jako láskyplný a pozorný partner, nehodlal naplnit manželství s dítětem. Seznámil Kristinu s nejvýznamnějšími umělci té doby a rozmazloval ji luxusními šaty, nákladnými hostinami a divadelními představeními, které byly aranžovány pouze pro ni. Churavý vévoda zemřel již po dvou letech manželství v říjnu roku 1535 a zůstavil Kristinu ve věku čtrnácti let vdovou; pár ze zřejmých důvodů neměl děti. Kristina upřímně truchlila, přivykla svému kultivovanému manželovi i jeho dvoru. Roku 1537 se nicméně vrátila do Bruselu.

### První vdovství
Anglický král Jindřich VIII. po smrti své třetí ženy Jany Seymourové opět hledal ženu a jako možnou nevěstu zvažoval i mladou milánskou vdovu. Nabídku oženit se s Kristinou dostal přímo od císaře Karla V., který v každém čase na všech stranách hledal spojence ve svém boji proti Francii. Jindřichův vyslanec na bruselském dvoře mu popsal Kristinu jako „velmi střízlivou a věcnou, velmi chytrou a zbožnou“.
K tomu byl nadšen z toho, že je „přiměřeně půvabná, urostlá, laskavého projevu a příjemné povahy “. Jindřich VIII. vyslal svého dvorního malíře Hanse Holbeina do Bruselu, aby namaloval Kristinin portrét. 12. března roku 1538 seděla Kristina Holbeinovi tři hodiny modelem. Obraz se dnes nachází v Národní galerii v Londýně a znázorňuje šestnáctiletou Kristinu, dva roky po smrti svého manžela stále ještě ve vdovském šatě, třebaže soudobé zvyklosti předpisovaly pouze šestiměsíční smutek.
Jak nahlížela sama Kristina na tyto nové svatební plány, není známo. Její často citované údajné odmítnutí nabídky sňatku (v narážce na skutečnost, že Jindřich nechal svou druhou manželku kvůli falešnému obvinění stít, měla prohlásit, že má jen jednu hlavu, a kdyby měla dvě, dala by jednu Jindřichovi k dispozici) není doloženo; tento Kristině připisovaný výrok se objevuje poprvé až v 17. století.
Ke sňatku s anglickým králem nakonec nedošlo, neboť po mírové smlouvě z Nizzy, kterou Karel V a francouzský král František I. uzavřeli desetiletý klid zbraní, nebyl již Jindřich VIII. pro císaře jako spojenec zajímavý.

### Vévodkyně lotrinská

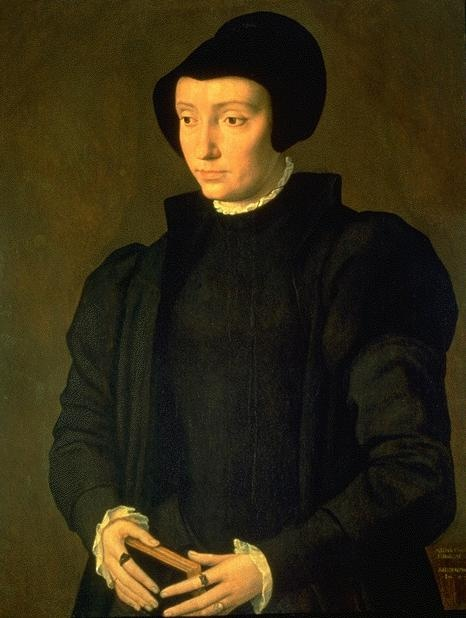
Portrét Kristiny Dánské od Michiela Coxcie, 1545, Allen Memorial Art Museum Oberlin

10. července roku 1541 se Kristina v Bruselu provdala za Františka I. Lotrinského, nejstaršího syna lotrinského vévody Antonína II. Dobrého. Třebaže také tento svazek byl uzavřen v důsledku politického kalkulu, vedl pár spokojený život ve šťastném manželství. Kristina porodila Františkovi tři děti, nejstaršího syna a dědice a dvě dcery:
- Karel III. Lotrinský (18. února 1543 – 14. května 1608), lotrinský vévoda; ⚭ 1559 Klaudie Francouzská (12. listopadu 1547 – 21. února 1575), dcera francouzského krále Jindřicha II. a jeho manželky Kateřiny Medicejské

- Renata Lotrinská (20. dubna 1544 – 22. května 1602), pojmenovaná po své babičce z matčiny strany Renée de Bourbon-Montpensier (1494–1539); ⚭ 1568 vévoda Vilém V. Bavorský (29. září 1548 – 7. února 1626)

- Dorotea (20. srpna 1545[5] – 2. června 1621);
⚭ 1575 vévoda Erik II. Brunšvicko-Lüneburský (10 srpna 1528 – 17. listopadu 1584)
⚭ 1597 Marc de Rye, markýz de Varabon a hrabě de la Roche et Villersexel

František I., který po svém otci roku 1544 nastoupil jako lotrinský vévoda na trůn, však zemřel již v červnu roku 1545, čtyři roky po svatbě, ještě před narozením jejich třetího dítěte. Kristina převzala společně se svým švagrem Nicolasem de Lorraine-Mercœur za svého teprve dvouletého syna Karla regentství. Již v listopadu roku 1545 však rozhodl sněm lotrinské šlechty, že Kristina má nadále vládnout sama.
Ovlivněna příbuzenstvím s Habsburky sledovala Kristina politiku přátelskou vůči Španělsku a mohla se tak dlouho udržet proti francouzskému království. Současně však se snažila zachovávat neutralitu Lotrinska v boji římské říše a Francie. Po smlouvě z Chambord však nechal francouzský král Jindřich II. 13. března roku 1552 obsadit Lotrinsko a tři říšská města a biskupství Metz, Toul a Verdun a postaral se tak o nové vzplanutí válečného střetnutí mezi císařem Karlem V. a Francií. Vzápětí byla Kristina 15. dubna roku 1552 zbavena úřadu regenta a vypovězena ze země. Její jedenáctiletý syn Karel III. byl odvezen do Paříže na francouzský královský dvůr a regentství Lotrinska přešlo na Nicolase de Lorraine-Mercoeur.

### Exil ve Flandrách a návrat do Lotrinska
Kristina se uchýlila s oběma svými dcerami nejprve na své statky v Blamont a Denœvre a po pobytu v Heidelbergu nakonec odešla do Flander. Zde strávila v exilu šest let a teprve v květnu roku 1558 se poprvé vrátila do Francie, aby opět viděla svého syna Karla.
Po Karlově svatbě (22. ledna 1559) s Claude Francouzskou, dcerou francouzského krále Jindřicha II., zprostředkovala Kristina spolu s ním mírovou dohodu mezi Jindřichem II. a svým bratrancem Filipem II. Španělským, která byla uzavřena 3. dubna 1559 v Cateau-Cambrésis; na jejím základě se Španělsko Filipa II. stalo nejmocnějším státem Evropy. Španělský král uvažoval dokonce o tom, že by ji jmenoval jako nástupce Emanuela Filiberta Savojského místodržitelkou habsburského Nizozemí, zvláště když byla Kristina pro tento post favorizována flanderskou šlechtou. , nakonec však Filipova volba padla na nemanželskou dceru císaře Karla V. Markétu Parmskou. V listopadu roku přibyla Kristina do Nancy, aby zde podpořila svého syna při panování v jeho vévodství.

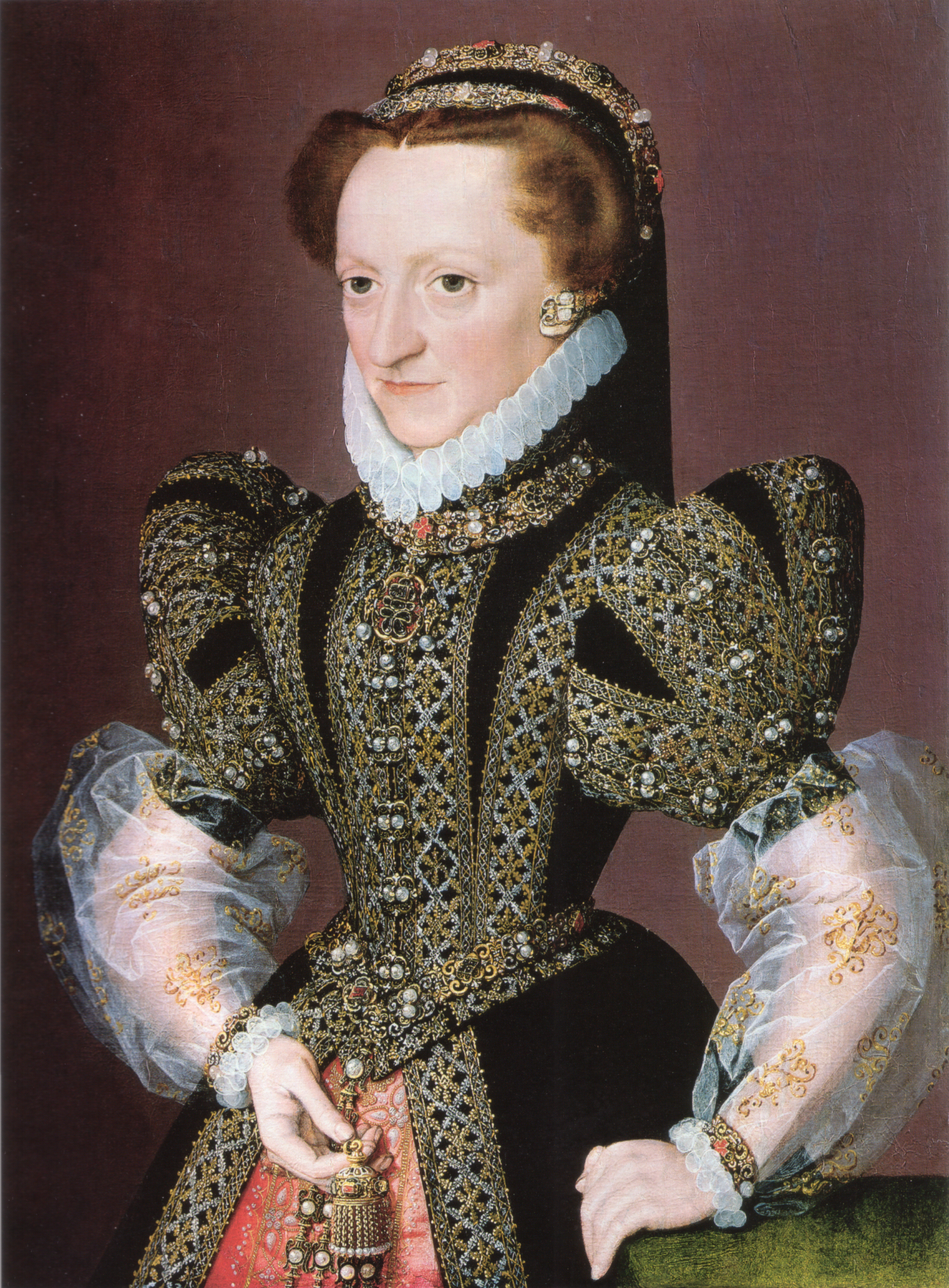
Kristina jako ovdovělá vévodkyně lotrinská, 1568/72

### Poslední léta
V letech 1578/79 se Kristina přestěhovala zpět do Itálie a trávila svá poslední léta na svém vdovském sídle v milánské Tortoně, městě, které jí připadlo v době jejího prvého manželství s Francescem II. Sforzou. Přesné datum jejího skonu není známo, uvádí se 10. srpen, ale i 10. září roku 1590, podobně nejisté je i místo, kde zemřela – v Tortoně nebo v Alessandrii. Pochována byla po boku svého druhého manžela v kryptě vévodské kaple Église des Cordeliers v Nancy.

### Nároky na trůn
Roku 1549 se Kristinin otec za svého zajetí oficiálně vzdal pro sebe a své potomky nároků na dánský trůn, stejně tak i na trůny Norska a Švédska. Kristina však nikdy tento otcův krok neuznala. Poté, co Kristián II. roku 1569 zemřel a její starší sestra Dorotea žádné nároky k dánskému trůnu neuplatnila, reklamovala Kristina dánský trůn pro sebe. V období let 1563-1569 podepisovala oficiální listiny s dodatkem "královna dánská", nikdy se však tento nárok nepokoušela prosadit vojensky.

## Vývod z předků
|                   |                         |  |                          |                                         |  |  |  |  |  |  |  | Dětřich Oldenburský |
|                   |                         |  |                          |                                         |  |  |  |  |  |  |  |                     |
|                   | Kristián I. Dánský      |  |                          |                                         |  |  |  |  |  |  |  |                     |
|                   |                         |  |                          |                                         |  |  |  |  |  |  |  |                     |
|                   |                         |  |                          | Helvig Holštýnsko-Rendsburská           |  |  |  |  |  |  |  |                     |
|                   |                         |  |                          |                                         |  |  |  |  |  |  |  |                     |
|                   | Jan I. Dánský           |  |                          |                                         |  |  |  |  |  |  |  |                     |
|                   |                         |  |                          |                                         |  |  |  |  |  |  |  |                     |
|                   |                         |  |                          | Jan Braniborsko-Kulmbašský              |  |  |  |  |  |  |  |                     |
|                   |                         |  |                          |                                         |  |  |  |  |  |  |  |                     |
|                   | Dorotea Braniborská     |  |                          |                                         |  |  |  |  |  |  |  |                     |
|                   |                         |  |                          |                                         |  |  |  |  |  |  |  |                     |
|                   |                         |  |                          | Barbara Sasko-Wittenberská              |  |  |  |  |  |  |  |                     |
|                   |                         |  |                          |                                         |  |  |  |  |  |  |  |                     |
|                   | Kristián II. Dánský     |  |                          |                                         |  |  |  |  |  |  |  |                     |
|                   |                         |  |                          |                                         |  |  |  |  |  |  |  |                     |
|                   |                         |  |                          | Fridrich II. Saský                      |  |  |  |  |  |  |  |                     |
|                   |                         |  |                          |                                         |  |  |  |  |  |  |  |                     |
|                   | Arnošt Saský            |  |                          |                                         |  |  |  |  |  |  |  |                     |
|                   |                         |  |                          |                                         |  |  |  |  |  |  |  |                     |
|                   |                         |  |                          | Markéta Habsburská                      |  |  |  |  |  |  |  |                     |
|                   |                         |  |                          |                                         |  |  |  |  |  |  |  |                     |
|                   | Kristina Saská          |  |                          |                                         |  |  |  |  |  |  |  |                     |
|                   |                         |  |                          |                                         |  |  |  |  |  |  |  |                     |
|                   |                         |  |                          | Albrecht III. Bavorský                  |  |  |  |  |  |  |  |                     |
|                   |                         |  |                          |                                         |  |  |  |  |  |  |  |                     |
|                   | Alžběta Bavorská        |  |                          |                                         |  |  |  |  |  |  |  |                     |
|                   |                         |  |                          |                                         |  |  |  |  |  |  |  |                     |
|                   |                         |  |                          | Anna Brunšvicko-Grubenhagensko-Einbecká |  |  |  |  |  |  |  |                     |
|                   |                         |  |                          |                                         |  |  |  |  |  |  |  |                     |
| 'Kristina Dánská' |                         |  |                          |                                         |  |  |  |  |  |  |  |                     |
|                   |                         |  |                          |                                         |  |  |  |  |  |  |  |                     |
|                   |                         |  | Fridrich III. Habsburský |                                         |  |  |  |  |  |  |  |                     |
|                   |                         |  |                          |                                         |  |  |  |  |  |  |  |                     |
|                   | Maxmilián I. Habsburský |  |                          |                                         |  |  |  |  |  |  |  |                     |
|                   |                         |  |                          |                                         |  |  |  |  |  |  |  |                     |
|                   |                         |  |                          | Eleonora Portugalská                    |  |  |  |  |  |  |  |                     |
|                   |                         |  |                          |                                         |  |  |  |  |  |  |  |                     |
|                   | Filip I. Sličný         |  |                          |                                         |  |  |  |  |  |  |  |                     |
|                   |                         |  |                          |                                         |  |  |  |  |  |  |  |                     |
|                   |                         |  |                          | Karel Smělý                             |  |  |  |  |  |  |  |                     |
|                   |                         |  |                          |                                         |  |  |  |  |  |  |  |                     |
|                   | Marie Burgundská        |  |                          |                                         |  |  |  |  |  |  |  |                     |
|                   |                         |  |                          |                                         |  |  |  |  |  |  |  |                     |
|                   |                         |  |                          | Isabella Bourbonská                     |  |  |  |  |  |  |  |                     |
|                   |                         |  |                          |                                         |  |  |  |  |  |  |  |                     |
|                   | Isabela Habsburská      |  |                          |                                         |  |  |  |  |  |  |  |                     |
|                   |                         |  |                          |                                         |  |  |  |  |  |  |  |                     |
|                   |                         |  |                          | Jan II. Aragonský                       |  |  |  |  |  |  |  |                     |
|                   |                         |  |                          |                                         |  |  |  |  |  |  |  |                     |
|                   | Ferdinand II. Aragonský |  |                          |                                         |  |  |  |  |  |  |  |                     |
|                   |                         |  |                          |                                         |  |  |  |  |  |  |  |                     |
|                   |                         |  |                          | Jana Enríquezová                        |  |  |  |  |  |  |  |                     |
|                   |                         |  |                          |                                         |  |  |  |  |  |  |  |                     |
|                   | Jana I. Kastilská       |  |                          |                                         |  |  |  |  |  |  |  |                     |
|                   |                         |  |                          |                                         |  |  |  |  |  |  |  |                     |
|                   |                         |  |                          | Jan II. Kastilský                       |  |  |  |  |  |  |  |                     |
|                   |                         |  |                          |                                         |  |  |  |  |  |  |  |                     |
|                   | Isabela Kastilská       |  |                          |                                         |  |  |  |  |  |  |  |                     |
|                   |                         |  |                          |                                         |  |  |  |  |  |  |  |                     |
|                   |                         |  |                          | Isabela Portugalská                     |  |  |  |  |  |  |  |                     |
|                   |                         |  |                          |                                         |  |  |  |  |  |  |  |                     |